# John Pitt, 2. hrabě z Chathamu
John Pitt, 2. hrabě z Chathamu (anglicky John Pitt, 2nd Earl of Chatham, 2nd Viscount Pitt, 2nd Baron Chatham) (9. října 1756 Londýn – 24. září 1835 Londýn), byl britský generál a státník. Pocházel z významné rodiny Pittů a byl starším bratrem dlouholetého premiéra Williama Pitta mladšího. Díky jeho vlivu dosáhl vysokého postavení a dvacet let zastával různé ministerské funkce, mimo jiné byl ministrem námořnictva (1788–1794) a ministrem války (1801–1806 a 1807–1810). Teprve po bratrově smrti a neúspěchu vojenské operace u břehů Nizozemí odešel v roce 1810 do ústraní.

## Životopis

### Mládí

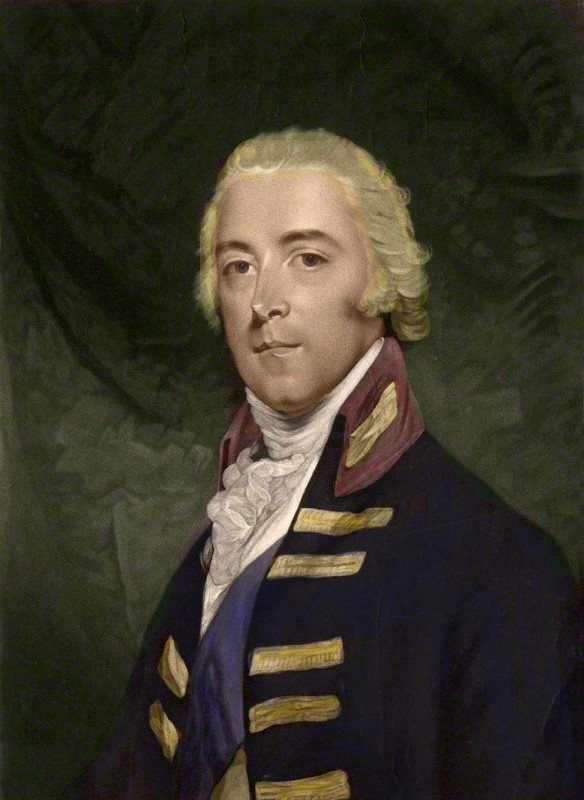
John Pitt, 2. hrabě z Chathamu

Narodil se jako nejstarší potomek významného státníka Williama Pitta staršího a jeho manželky Hester, rozené Grenville (1721–1803). V sedmnácti letech vstoupil do armády a zúčastnil se války proti USA, kde byl pobočníkem generála Carletona. V roce 1778 po otci zdědil titul hraběte z Chathamu a vstoupil do Sněmovny lordů. V té době ale sloužil na Gibraltaru, poté byl převelen do Karibiku a do Anglie se vrátil až v roce 1781, kde byl poté jako kapitán velitelem pěchoty přímo v Londýně. Jeho mladší bratr William se mezitím stal premiérem a díky jeho vlivu zastával postupně několik vládních postů. V roce 1790 byl jmenován rytířem Podvazkového řádu.

### Generál a ministr
V letech 1788–1794 byl prvním lordem admirality (ministrem námořnictva), v návaznosti na tento post se v roce 1789 stal i členem Tajné rady. Ve funkci prvního lorda admirality odkládal důležité reformy, současníci mu vyčítali i slabé pracovní nasazení. Jeho neschopnost se projevila na počátku námořních válek s revoluční Francií a na nátlak veřejnosti musel odstoupit. Bratr mu ale v kabinetu zajistil méně významné posty lorda strážce tajné pečeti (1794–1798) a lorda prezidenta Tajné rady (1796–1801). Mezitím postupoval ve vojenských hodnostech, i když aktivně v armádě tehdy nesloužil (generálmajor 1795, generálporučík 1805).
Jako vysoký armádní důstojník zůstal dlouholetým členem vlády v úřadu generálního polního zbrojmistra (1801–1806, 1807–1810). Za napoleonských válek v této funkci v roce 1809 zorganizoval a osobně řídil vylodění námořnictva a vojska v Nizozemí s cílem ovládnout přístav Antverpy. Akce skončila fiaskem, tisíce britských vojáků navíc podlehly malárii. Tehdy definitivně ztratil podporu a po rezignaci v roce 1810 nadále zastával jen čestné hodnosti. Již mimo aktivní službu byl v roce 1812 povýšen na generála a do smrti mu náleželo čestné velení 4. pluku královské pěchoty, do roku 1821 byl guvernérem na ostrově Jersey a v letech 1820–1835 guvernérem na Gibraltaru.
Zemřel v Londýně a jím ve Velké Británii rod Pittů vymřel. Manželství s Mary Elizabeth Townshend (1762–1821), dcerou politika 1. vikomta Sydneye, zůstalo bezdětné. Je pohřben ve Westminsterském opatství. 
Jeho jméno nesou Chathamovy ostrovy v Tichém oceánu objevené v době, kdy byl prvním lordem admirality.